# Илино Бърдо
Илино Бърдо (на сръбски: Илино Брдо) е село в Черна гора, разположено в община Будва. Населението му според преброяването през 2011 г. е 2 души.

## Население
Численост на населението според преброяванията през годините:
- 1948 – 28 души
- 1953 – 32 души
- 1961 – 29 души
- 1971 – 12 души
- 1981 – 1 души
- 1991 – 0 души
- 2003 – 0 души
- 2011 – 2 души